# نیویورک یانکیز

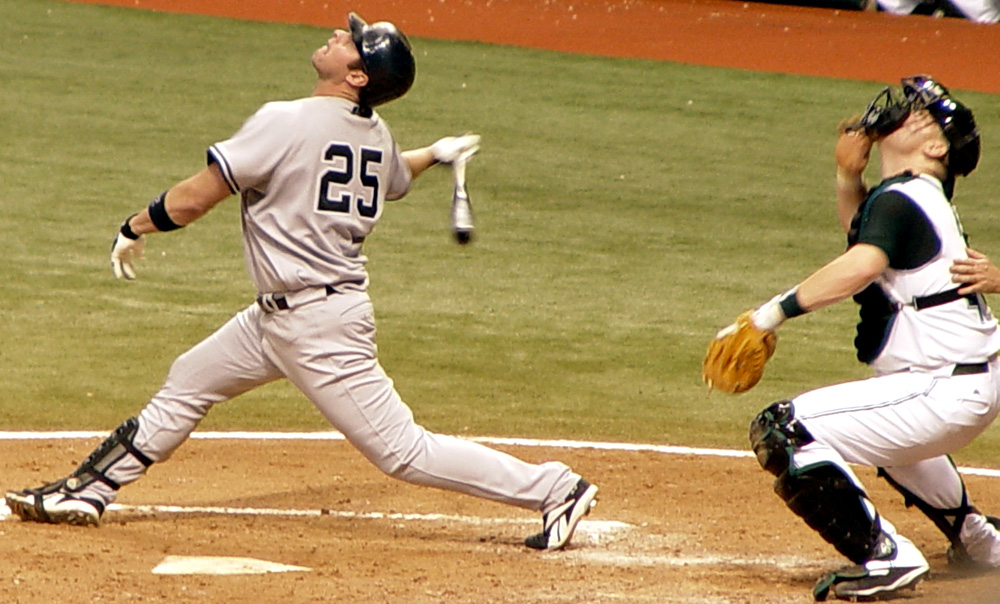
نیویورک یانکیز

نیویورک یَنکیز (به انگلیسی: New York Yankees) نام مشهورترین و پرافتخارترین تیم حاضر در لیگ برتر بیسبال آمریکا و محبوب‌ترین تیم بیسبال در شهر نیویورک است. مرکز تیم نیویورک یَنکیز محله برانکس و خانه این تیم استادیوم ینکی در شرق خیابان ۱۶۱م و در تقاطع خیابان ریور است.

## بازیکنان
از جمله بازیکنان مشهور این تیم ایچیرو سوزوکی٬ آلکس ردریگز و درک جیتر و بیب روث هستند.

## وب‌گاه رسمی
- New York Yankees بایگانی‌شده  در ۱۵ نوامبر ۲۰۱۴ توسط Wayback Machine